# Fizična oseba
Fizična oseba je vsaka oseba, ki se rodi in z rojstvom pridobi človekove pravice.